# Bảo tàng văn hóa dân tộc Khmer tỉnh Trà Vinh
Bảo tàng văn hóa dân tộc Khmer tỉnh Trà Vinh nằm trong quần thể Khu di tích Ao Bà Om và Chùa Âng, tọa lạc tại khóm 4, phường 8, thành phố Trà Vinh, tỉnh Trà Vinh, Việt Nam.

## Giới thiệu
Bảo tàng được xây dựng năm 1995, và đưa vào sử dụng năm 1997 trên diện tích 1.700 m² trong một khuôn viên rộng 1 ha. Tòa nhà chính được xây theo kiểu kiến trúc truyền thống kết hợp với kiến trúc hiện đại, gồm một trệt một lầu. Tầng trệt là văn phòng làm việc của cán bộ, nhân viên bảo tàng. Tầng trên gồm có ba phòng dùng để trưng bày gần 1.000 hiện vật, phản ánh đời sống văn hóa, vật chất tinh thần rất phong phú của dân tộc Khmer ở Nam Bộ. 

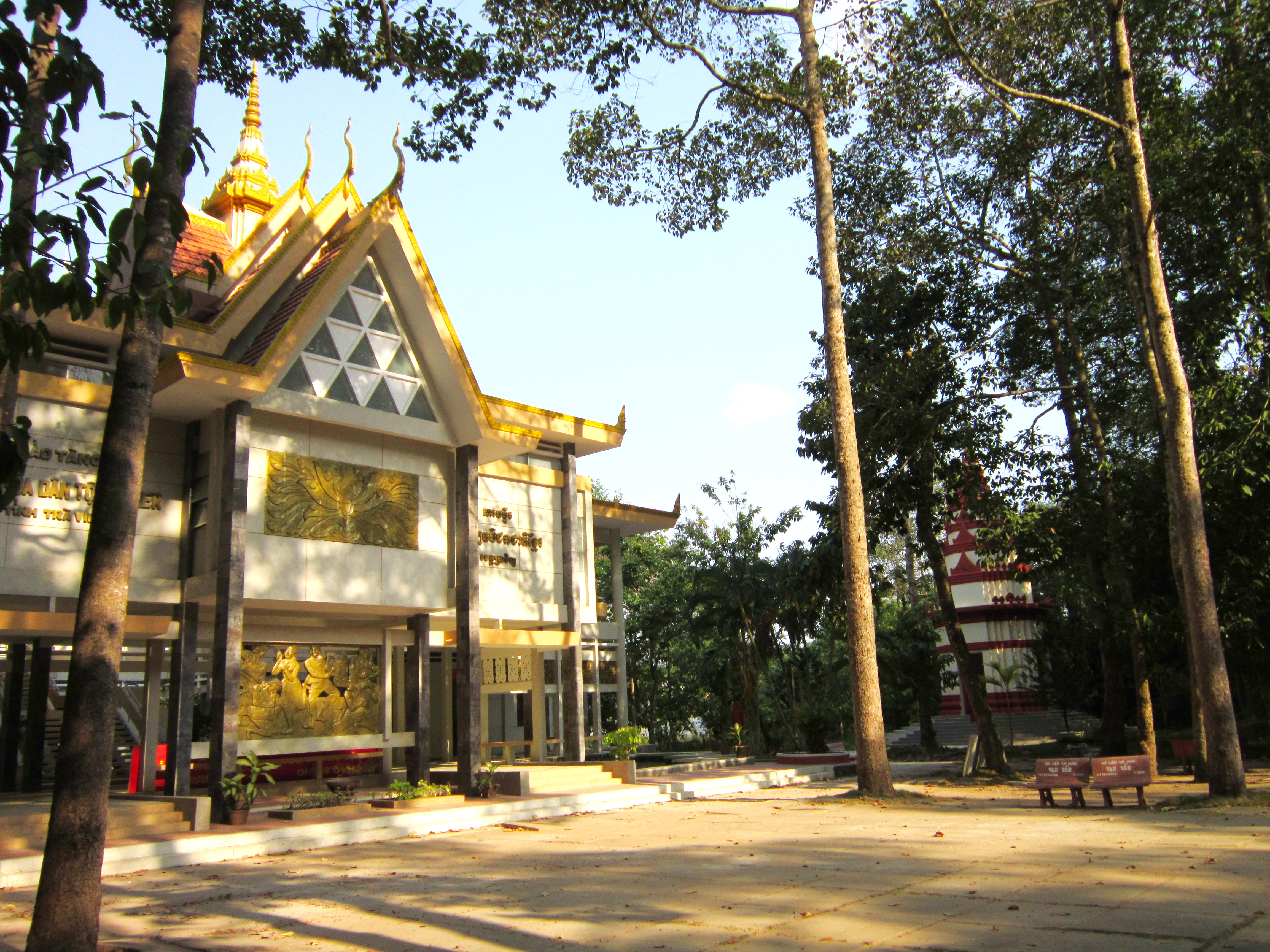
Tòa nhà trưng bày các hiện vật

Phòng đầu tiên dùng để trưng bày các hiện vật về mô hình các ngôi chùa của người Khmer, có sala dùng để các nhà sư ngồi...
Phòng thứ hai trưng bày các nông cụ và các công cụ để đánh bắt thủy sản. Ngoài ra, ở đây còn trưng bày các loại trang phục truyền thống và chữ viết của dân tộc Khmer ở Nam Bộ. Nổi bật là những văn tự cổ chứ kinh Phật, các lời huấn ca về đạo đức, lối sống và các truyện kể nhân gian,...Trong số đó, độc đáo nhất là sách viết trên lá buông và giấy xếp bằng tiếng Phạn.

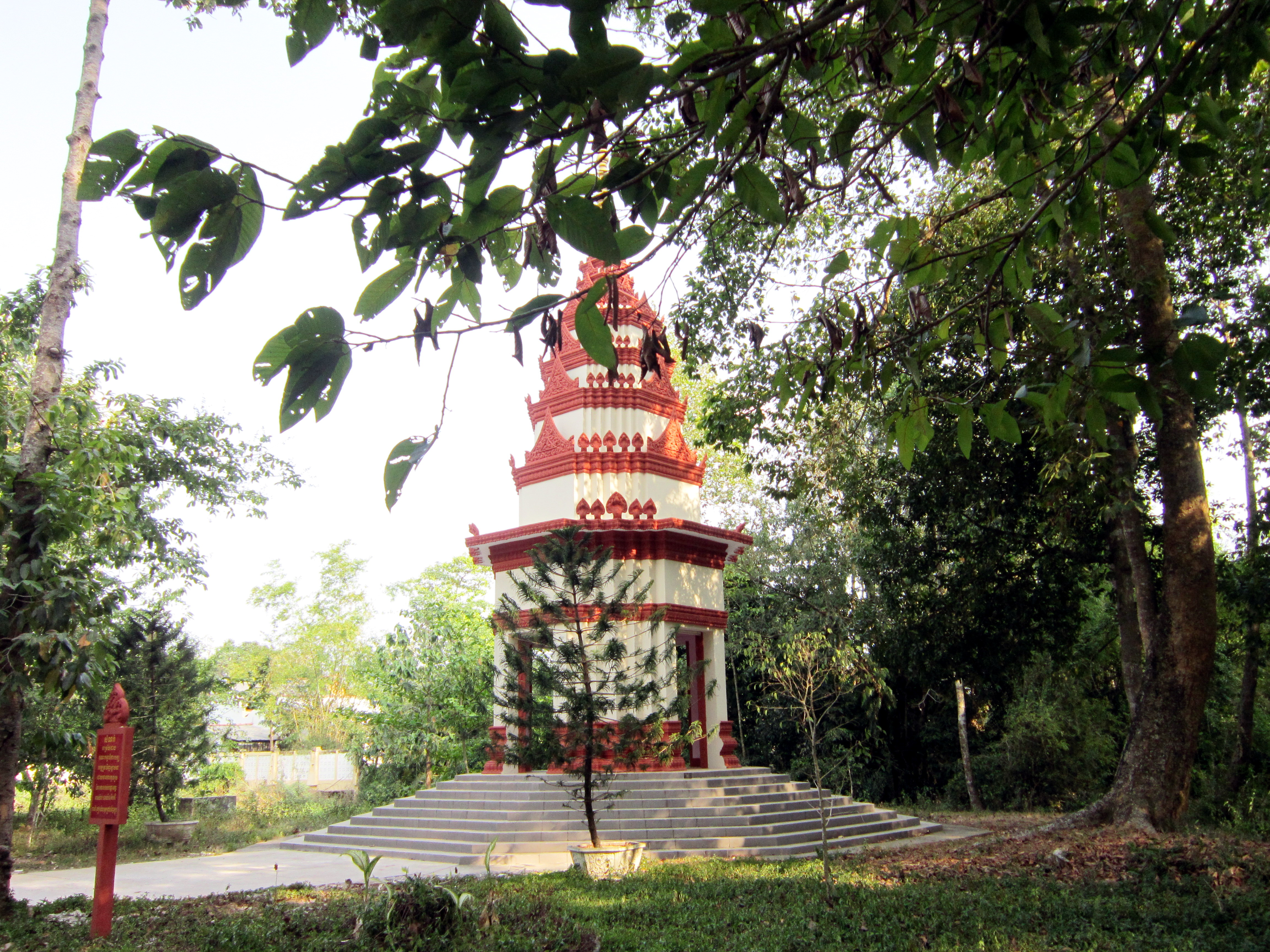
Một ngôi tháp trong khuôn viên

Phòng thứ ba là phòng trưng bày các nhạc cụ truyền thống, các trang phục, đạo cụ, mặt nạ...
Những hình ảnh trưng bày tại đây đã tái hiện hai loại hình nghệ thuật sân khấu là sân khấu Rồ-băm (kịch múa) xuất xứ từ nghệ thuật cung đình, sân khấu Dù-kê (kịch hát) ra đời trong dân gian từ đầu thế kỷ 20 và phát triển mạnh hơn từ sau năm 1945. Các nhạc cụ của người Khmer ở đây cũng rất phong phú và đa dạng, được chia làm hai loại: dàn nhạc dân gian (nhạc dây) và dàn nhạc lễ (nhạc ngũ âm). Dàn nhạc ngũ âm được chế tác bằng năm chất liệu khác nhau gồm đồng, sắt, gỗ, da và hơi.
Bảo tàng văn hóa dân tộc Khmer tỉnh Trà Vinh là nơi khách đến tham quan và nghiên cứu học tập.